# Hrabstwo Monroe (Floryda)

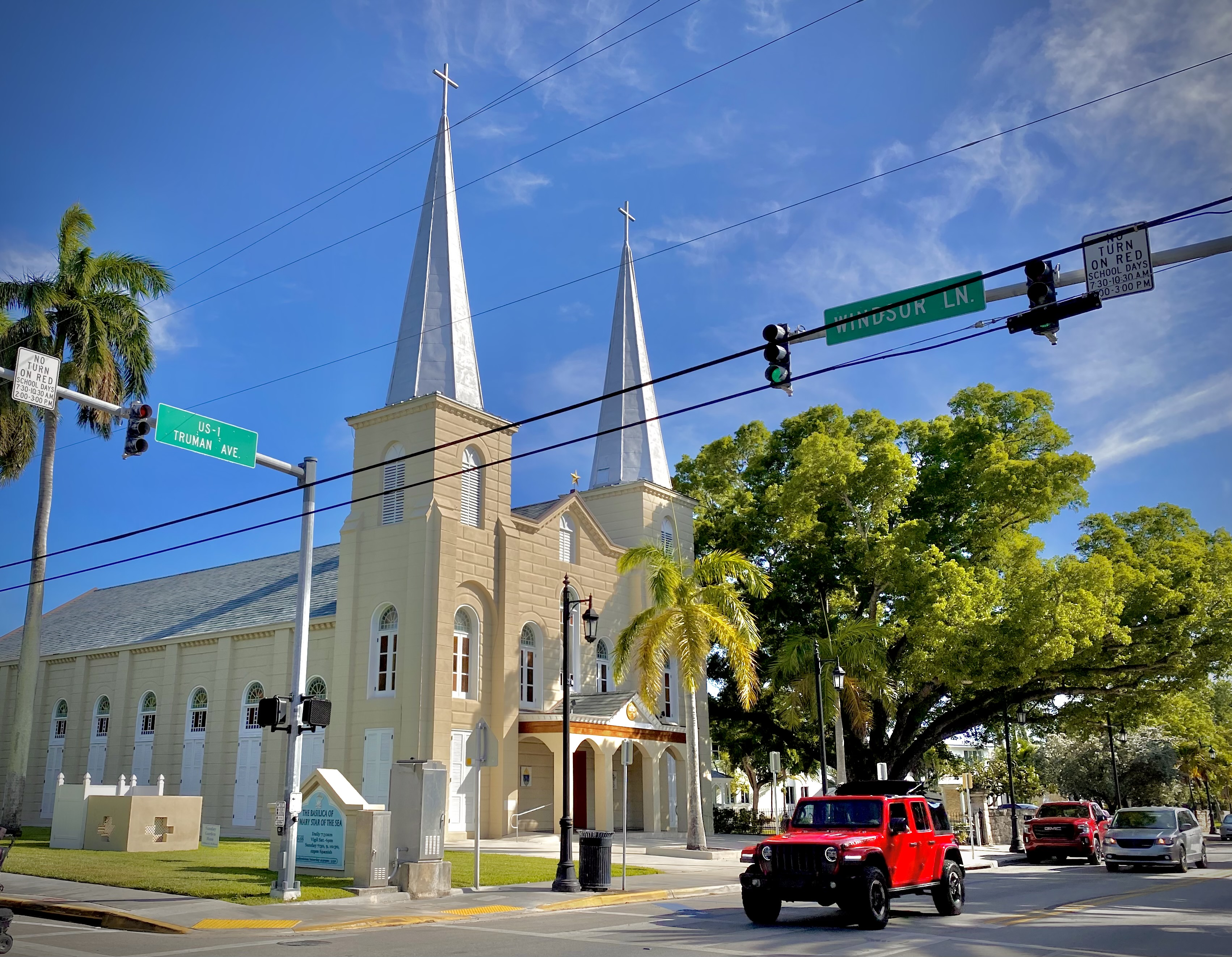
Katolicka bazylika w Key West

Monroe – hrabstwo w stanie Floryda, w USA. Siedzibą administracyjną i największym miastem jest Key West.
Powierzchnia hrabstwa to 9679 km² (w tym 7097 km² stanowią wody). Obejmuje wyspy Florida Keys.

## Miejscowości
- Key West
- Marathon
- Key Colony Beach
- Layton
- Islamorada (wieś)

## CDP
- Big Coppitt Key
- Big Pine Key
- Cudjoe Key
- Duck Key
- Key Largo
- North Key Largo
- Stock Island
- Tavernier

## Sąsiednie hrabstwa
- Hrabstwo Collier – północ
- Hrabstwo Miami-Dade – wschód

## Demografia
Według spisu z 2020 roku liczy 82,9 tys. mieszkańców, co oznacza wzrost o 13,4% w porównaniu z poprzednim spisem z roku 2010. Według danych pięcioletnich z 2022 roku 88,7% to biali (63,9% nie licząc Latynosów), 7,3% czarnoskórzy lub Afroamerykanie, 1,8% miało rasę mieszaną, 1,5% Azjaci, 0,5% to rdzenna ludność Ameryki i 0,2% pochodziło z wysp Pacyfiku. Latynosi stanowili 26,3% populacji hrabstwa.
Do największych grup należały osoby pochodzenia kubańskiego (14,1%), irlandzkiego (11,1%), niemieckiego (10,8%), angielskiego (9,7%), afroamerykańskiego, włoskiego (6,6%), „amerykańskiego” (5,5%) i polskiego (3,5%).

## Religia
W 2020 roku największą grupę wyznaniową w hrabstwie tworzą katolicy (33,7%). Wśród grup protestanckich pod względem członkostwa dominują: zielonoświątkowcy (3–5%), metodyści (3,4%), bezdenominacyjne zbory ewangelikalne (3,3%) i baptyści (2,9%). Religie niechrześcijańskie obejmowały mormonów (2%), świadków Jehowy (1,25%), oraz inne mniejsze grupy. 

## Polityka
W wyborach prezydenckich w 2020 roku, 53,5% głosów otrzymał Donald Trump i 45,6% przypadło dla Joe Bidena. 